# Бор (Усвятский район)
Бор — деревня в Усвятском районе Псковской области России. Входит в состав Усвятской волости.

## География
Расположена в 16 км к юго-востоку от райцентра Усвяты.

## Население
| 2001 | 2002 | 2010 |
| ---- | ---- | ---- |
| 91   | ↘69  | ↘36  |

Численность населения деревни по оценке на начало 2001 года составляла 91 житель.